# The Long Way (film 1914)
The Long Way è un cortometraggio muto del 1914 diretto da Charles Brabin. Prodotto dalla Edison Company su un soggetto di Mary Imlay Taylor, il film aveva come interpreti Duncan McRae, Mabel Trunnelle, Marc McDermott, Miriam Nesbitt, Robert Conness, Robert Brower.

## Trama
Eva aveva un carattere debole e, benché innamorata di Belhaven, lo aveva rifiutato ripetutamente per poi sposare un giovane milionario, Johnstone Astry. La storia tra lei e Belhaven, però, continuò e una sera Astry sorprese la moglie insieme al suo vecchio innamorato. Lei, per salvarsi, scaricò la colpa su Belhaven, implicandolo in una storia che avrebbe avuto con Rachel, sua sorella. Astry, inflessibile, pretese che Belhaven sposasse subito Rachel, la quale, un tipo serio e tranquillo, era innamorata di Charter, un ufficiale di stanza nelle Filippine. Eva supplicò la sorella di salvarla e di avallare la sua storia sposando Belhaven. Rachel, sia per amore della sorella, sia perché non aveva da tempo notizie di Charter di cui le era giunta voce che si fosse fidanzato con un'altra, alla fine acconsentì alle nozze. Il matrimonio, venne convenuto, sarebbe stato solo di nome ma Belhaven, a poco a poco si innamorò della moglie. Le cose erano arrivate a questo punto quando, dalle Filippine, ritornò Charles. Il suo lungo silenzio era dovuto al colera che aveva combattuto con una lunga degenza in ospedale, né si era mai fidanzato con un'altra. Dopo che Eva aveva confessato tutta la verità a Charter, ora Rachel si trovava legata a un uomo che non amava e da cui non poteva divorziare per non negare i proprî principî. Belhaven, allora, non poté far altro che scegliere una sola strada per rendere libera la donna che aveva imparato ad amare.

## Produzione
Il film fu prodotto dalla Edison Company.

## Distribuzione
Distribuito dalla General Film Company, il film - un cortometraggio in tre bobine - uscì nelle sale cinematografiche degli Stati Uniti il 9 ottobre 1914.